# Peter Lampe
Peter Lampe (28 de gener del 1954) és un alemany teòleg i professor d'estudis del Nou Testament a la Universitat de Heidelberg a Alemanya.
Després dels seus estudis en teologia, filosofia i arqueologia a Bielefeld i Göttingen, Alemanya, i Roma, Itàlia, va rebre el seu doctorat en filosofía i la seva habilitació a la Universitat de Berna a Suïssa, amb obres sobre la història social dels cristians a la ciutat de Roma en els primers dos segles i sobre el concepte de la unitat eclesial en les cartes paulines. Com a professor ajudant ("Wissenschaftlicher Assistent"), va ensenyar a la Universitat de Berna des de 1981 en endavant, fins que, el 1986, va ser cridat a una càtedra d'Estudis del Nou Testament en la Unió Seminari Teològic de Virgínia, Estats Units. El 1992, va assumir la càtedra d'Història i Arqueologia del cristianisme primitiu i el seu entorn en la Universitat de Kiel a Alemanya, on també es va exercir com a degà de l'escola de teologia. El 1999, va acceptar una oferta a la Universitat de Heidelberg.

## Obra
Les seves obres se centren en la història social del cristianisme primitiu (estudis innovadors, per exemple, els primers cristians a Roma en els segles I i II, i en la correspondència de Pau amb Filemó; el seu treball també va contribuir decisivament al canvi de paradigma cap a una lectura més contextual de la Carta als cristians de Roma) i l'hel·lenística de fons dels primers cristians. En els seus estudis Paulins (incloent estudis de retòrica), estudia l'arqueologia i l'epigrafia dels primers cristians, així com sobre qüestions metodològiques i hermenèutiques. Va ser pioner en l'aplicació del Constructivisme, categories de l'exegesi neotestamentària i l'hermenèutica.
Des de 2001, ha dirigit campanyes anuals arqueològiques a la regió de Frígia, Turquia. Durant aquestes campanyes, juntament amb William Tabbernee de Tulsa, nombrosos assentaments antics desconeguts van ser descoberts i documentats arqueològicament. Dos d'ells són els millors candidats fins ara en la recerca de la identificació dels dos centres sagrats dels antics montanistes, Pepuza i Tymion. El patriarca montanista residia a Pepuza, i els montanistes esperaven que la Jerusalem celestial baixés a la terra en Pepuza i Tymion. En l'antiguitat, ambdós llocs van atraure multituds de pelegrins de tot l'Imperi Romà. Els estudiosos han buscat aquests llocs perduts des del segle xix.

## Llibres
- 2012: "New Testament Theology in a Secular World: A Constructivist Work in Philosophical Epistemology and Christian Apologetics" (Translated by Robert L. Brawley from the 2006 German edition, with substantial subsequent revisions and augmentations by the author; London/New York: T&T Clark International, 2012) ISBN 978-0-567-32417-7 (hardcover) and ISBN 978-0-567-38888-9 (paperback)
- 2008: Pepouza and Tymion: The Discovery and Archaeological Exploration of a Lost Ancient City and an Imperial Estate (deGruyter: Berlin/New York, 2008; together with W. Tabbernee) ISBN 978-3-11-019455-5 und ISBN 978-3-11-020859-7
- 2007: Küsste Jesus Magdalenen mitten auf den Mund?: Provokationen, Einsprüche, Klarstellungen (Neukirchener: Neukirchen-Vluyn, 2007) ISBN 978-3-7975-0142-4
- 2006: Die Wirklichkeit als Bild: Das Neue Testament als ein Grunddokument abendländischer Kultur im Lichte konstruktivistischer Epistemologie und Wissenssoziologie (Neukirchener: Neukirchen-Vluyn, 2006) ISBN 3-7887-1624-X.
- 2005: Wortglassplitter (a book of poetry; Athena: Oberhausen, 2005) ISBN 3-89896-225-3
- 2004: Felsen im Fluss: Schriftworte in provokativer Auslegung zu Themen der Zeit (Neukirchener: Neukirchen-Vluyn, 2004) ISBN 3-7975-0071-8
- 2003: From Paul to Valentinus: Christians at Rome in the First Two Centuries (Fortress: Minneapolis/Continuum: London, 2003) ISBN 0-8006-2702-4, ISBN 978-0-8006-2702-7, ISBN 0-8264-8102-7, ISBN 978-0-8264-8102-3
- 1998: Die Briefe an die Philipper, Thessalonicher und an Philemon, NTD 8/2 (Vandenhoeck & Ruprecht: Göttingen 1998) (together with N. Walter and E. Reinmuth) ISBN 3-525-51381-X, ISBN 978-3-525-51381-1
- 1995: Pocahontas: Die Indianer-Prinzessin am Englischen Hof (Diederichs: München 1995) ISBN 3-424-01325-0
- 1987 + 1989: Die stadtrömischen Christen in den ersten beiden Jahrhunderten: Untersuchungen zur Sozialgeschichte, Wissenschaftliche Untersuchungen zum Neuen Testament 2/18 (Mohr-Siebeck: Tübingen 1987; 2nd, revised and enlarged edition 1989) ISBN 3-16-145048-5, ISSN 0340-9570, ISBN 3-16-145422-7, ISSN 0340-9570
- 1987 + 1993: Die Anfänge des Christentums: Alte Welt und neue Hoffnung (Kohlhammer: Stuttgart/Berlin/Köln/Mainz 1987) (together with J. Becker at al.) ISBN 3-17-001902-3, ISBN 978-3-17-001902-7. English translation: Christian Beginnings: Word and Community from Jesus to Post-Apostolic Times (Westminster/John Knox: Louisville 1993) ISBN 0-664-25195-1, ISBN 978-1-56338-264-2
- 1981 + 1982: Eschatologie und Friedenshandeln: Exegetische Beiträge zur Frage christlicher Friedensverantwortung, SBS 101 (Katholisches Bibelwerk: Stuttgart 1981; 2nd edition 1982) (together with U. Luz, J. Kegler, P. Hoffmann) ISBN 3-460-04011-4, ISBN 978-3-460-04011-3
- as editor, e.g.: 2008: Neutestamentliche Exegese im Dialog: Hermeneutik – Wirkungsgeschichte – Matthäusevangelium (Neukirchener: Neukirchen-Vluyn 2008) (together with M. Mayordomo, M. Sato) ISBN 978-3-7887-2283-8
- 2010: Neutestamentliche Grenzgänge: Symposium zur kritischen Rezeption der Arbeiten Gerd Theißens" (Göttingen: Vandenhoek and Ruprecht 2010) (together with H. Schwier) ISBN 978-3-525-53393-2
- 2010: Paul and Rhetoric" (New York/London: Clark 2010) (together with J.P. Sampley) ISBN 978-0-5670-2704-7